# Bandera de Arenas de Iguña
La bandera de Arenas de Iguña es uno de los símbolos del municipio español de Arenas de Iguña en Cantabria, junto a su escudo. Dicha bandera es de paño rectangular, con un triángulo blanco junto al aspa, dividida horizontalmente por mitad, de color azul la porción superior y roja la inferior. Puede llevar sobrepuesto en el centro el escudo de armas timbrado, con una altura de la mitad el paño.